# HMS Östergötland (J20)
HMS Östergötland (J20) var en landskapsjagare i svenska flottan. Fartyget byggdes vid Götaverken i Göteborg och levererades 3 mars 1958 som första fartyg i Östergötland-klassen. Östergötland utrangerades den 1 juli 1982 och såldes år 1985 för skrotning i Spanien.

## Utformning och bestyckning
Av tids- och kostnadsskäl byggdes HMS Östergötland, i likhet med de övriga fartygen i klassen, till stor del efter Öland-klassens ritningar. Fartygets längd var 111,8 meter och bredden var 11,2 meter. På grund av annorlunda utrustning blev de nya fartygen emellertid cirka 200 ton tyngre vilked gav ett djupgående av 3,7 meter, mot Öland-klassens 3,4 meter. Maskineriet bestod av två stycken oljeeldade ångpannor av märket Babcock & Wilcox, som levererade ånga med 32 bars tryck till två ångturbiner av märket de Laval, som i sin tur drev varsin propeller. Maskineriet gav effekten 47 000 hästkrafter på axlarna, vilket gav en toppfart av 35 knop.
Huvudarartilleriet bestod av fyra stycken 12 cm kanoner m/44 placerade i två dubbeltorn, ett på fördäck och ett på akterdäck. Luftvärnet bestod från början av sju stycken 40 mm automatkanoner m/48 E. Dessa var placerade två för om överbyggnaden, en på vardera sida midskepps, samt tre på den aktra bryggan. Runt år 1965 byttes den mittersta kanonen på aktra bryggan ut mot luftvärnsroboten Robot 07, och för att öka stabiliteten på fartyget togs samtidigt de två kanonerna midskepps bort. Av samma skäl sattes även samtliga sex torpedtuber i ett tubställ, efter att tidigare ha stått i två ställ. Vidare fanns ombord två sjunkbombfällare och 58 minor.

## Historia
HMS Östergötland byggdes på Götaverken i Göteborg och sjösattes den 8 maj 1956. Provturerna påbörjades i slutet av 1957,, och den 3 mars 1958 levererades hon till Marinen.
År 1961 genomgick flottans långresefartyg HMS Älvsnabben (M01) en översyn och istället gick Östergötland på långresa tillsammans med HMS Öland (J16). Resan gick till följande hamnar.
1. Göteborg Avseglade 21 januari 1961
2. Isle of Wight, England Anlöpte 25 januari 1961, avseglade 26 januari 1961
3. Portsmouth, England Anlöpte 26 januari 1961, avseglade 30 januari 1961
4. Lissabon, Portugal Anlöpte 2 februari 1961, avseglade 6 februari 1961
5. Barcelona, Spanien Anlöpte 9 februari 1961, avseglade 13 februari 1961
6. Toulon, Frankrike Anlöpte 14 februari 1961, avseglade 18 februari 1961
7. La Spezia, Italien Anlöpte 19 februari 1961, avseglade 22 februari 1961
8. Gibraltar, Anlöpte 25 februari 1961, avseglade 1 mars 1961
9. Casablanca, Marocko Anlöpte 3 mars 1961, avseglade 8 mars 1961
10. Le Havre, Frankrike Anlöpte 12 mars 1961, avseglade 17 mars 1961
11. Göteborg Anlöpte 23 mars 1961

Östergötland utrangerades den 1 juli 1982 och såldes år 1985 för skrotning i Spanien.

Östergötlands vapen.